# 毛稃少穗竹
毛稃少穗竹（学名：Oligostachyum scopulum）为禾本科少穗竹屬下的一个种。

## 扩展阅读
- 維基物種上的相關：毛稃少穗竹